# 익모초
익모초(益母草, 영어: motherwort)는 꿀풀과에 속하는 두해살이풀이다. 여름, 가을에 싹을 틔워 어느 정도 자라다 겨울을 지내고 이듬해 봄부터 급속히 성장한다. 물이 잘 빠지고 통풍이 잘 되는 곳이라면 어디든지 잘 자란다.
익모초는 어머니에게 이로운 풀이라는 뜻으로 어머니뿐만 아니라 여성들에게 이로운 풀이라 붙여진 이름이다. 한국 원산이며 일본, 대만, 중국에도 서식한다.
다른 이름으로는 익명(益明), 충위자(茺蔚子) 등이 있다.

## 생태
밭둑이나 길가의 빈터 등 전국 어디서나 절로 자란다. 키는 50~100 센티미터쯤 되는데 1 미터 넘게 자라는 것도 있다. 줄기는 네모지고 흰색 털이 난다. 뿌리에서 나는 잎은 달걀꼴인데 가장자리에 둔한 톱니가 있거나 결각이 지며 꽃이 필 때는 없어진다. 줄기에서 나는 잎은 마주나며 세 개로 깊게 갈라진다. 갈라진 잎은 또 2~3개로 갈라지며 마지막으로 갈라진 한 잎은 선 모양이다. 7~8월에 자주색 꽃이 줄기 위쪽의 잎겨드랑이에서 핀다. 줄기를 둘러싸며 층층으로 달린다. 열매는 까맣다.

## 쓰임새
익모초는 체내 염증으로 인한 열을 식히고 어혈을 풀어주어 혈액 순환에 좋은 풀이다. 그래서 여성들의 생리통이나 생리불순에 효과가 있다. 생리불순으로 임신이 잘 안 되는 경우에 효과가 있고, 또 출산을 한 후에는 자궁 수축을 도와주어 약으로 쓴다. 여름 더위병 치료나 식욕 증진에도 효과가 있다. 또, 꽃에 꿀이 많아서 양봉에 도움이 된다.

## 사진

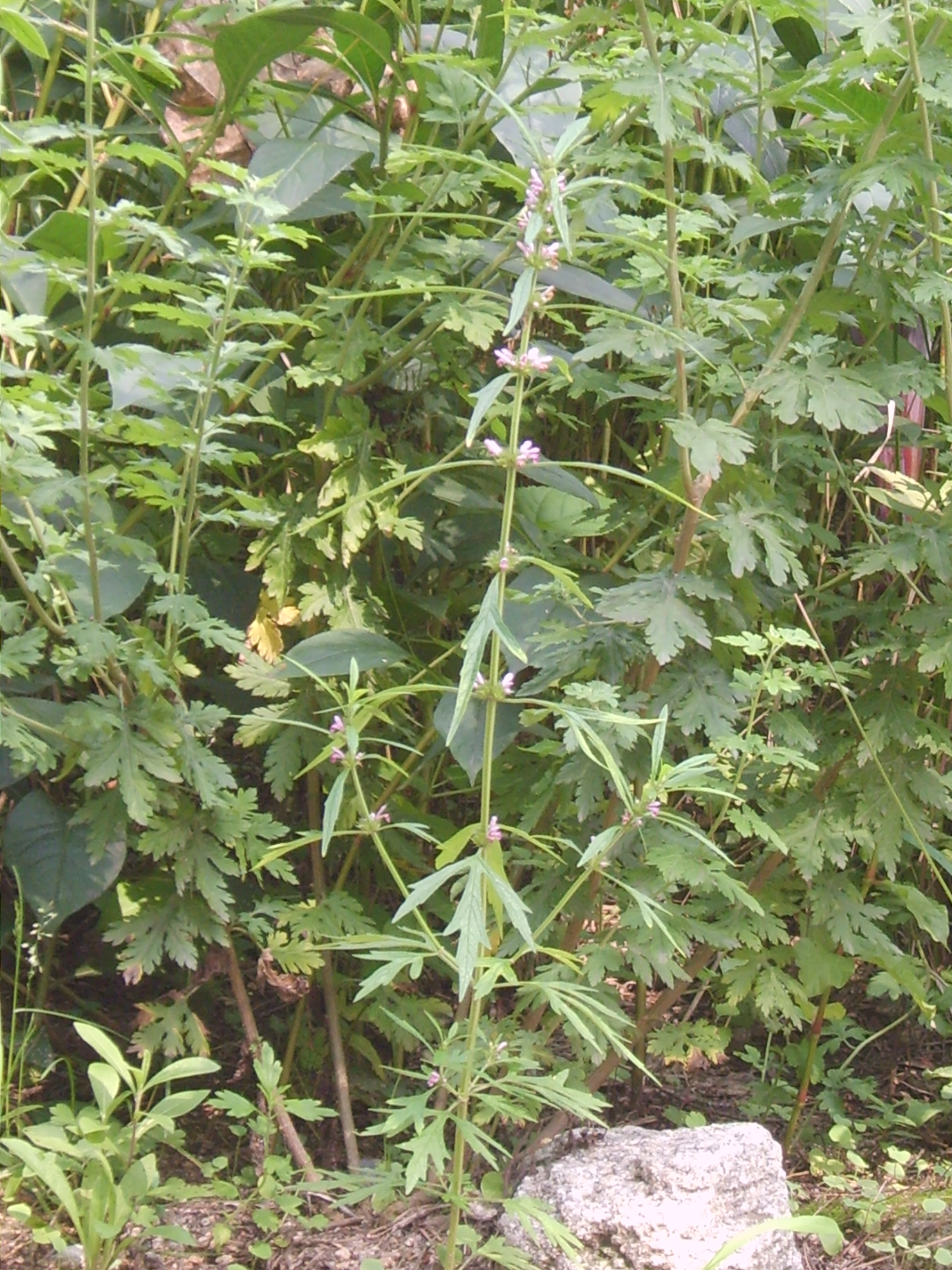
전체 모습
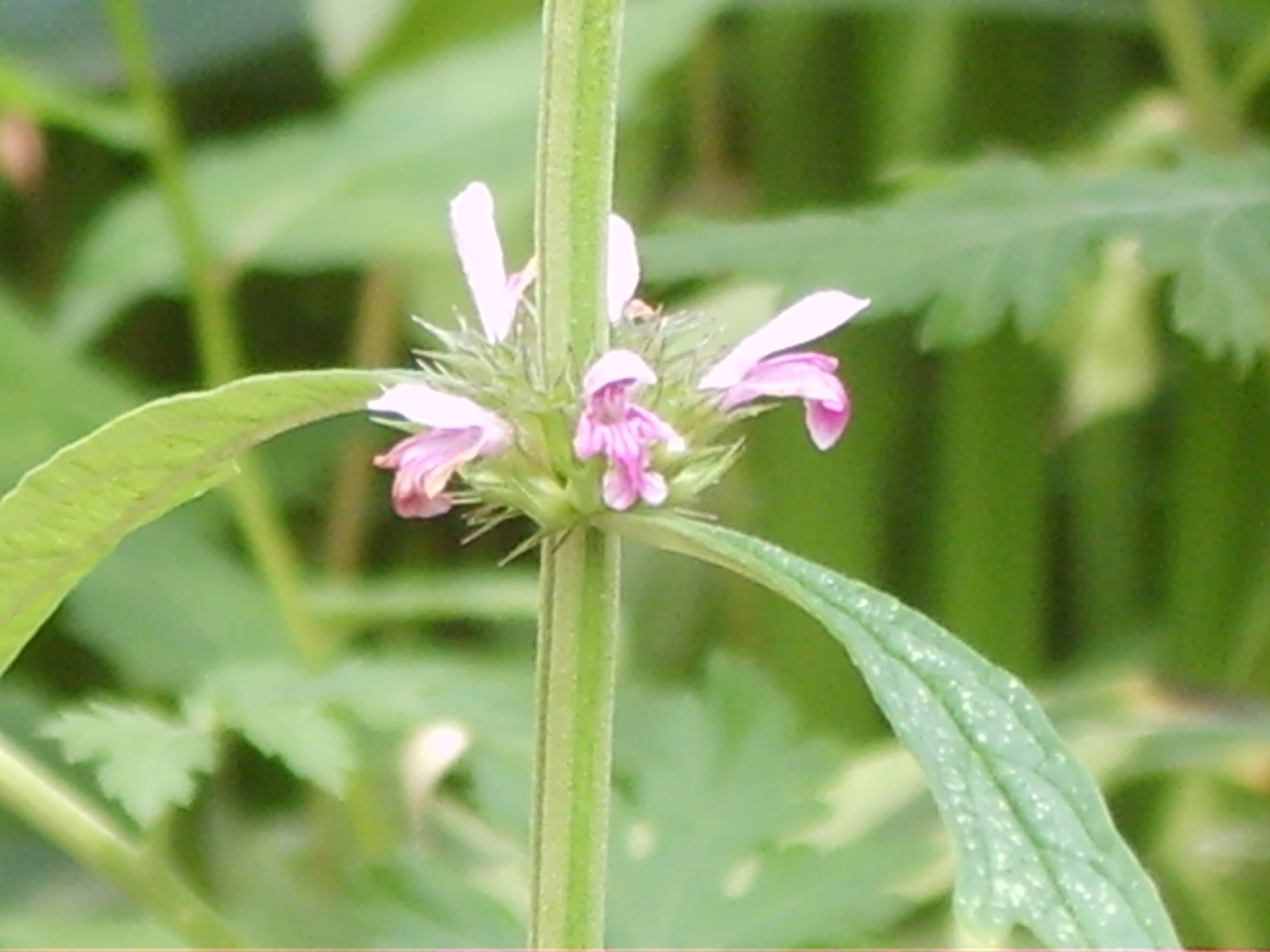
꽃
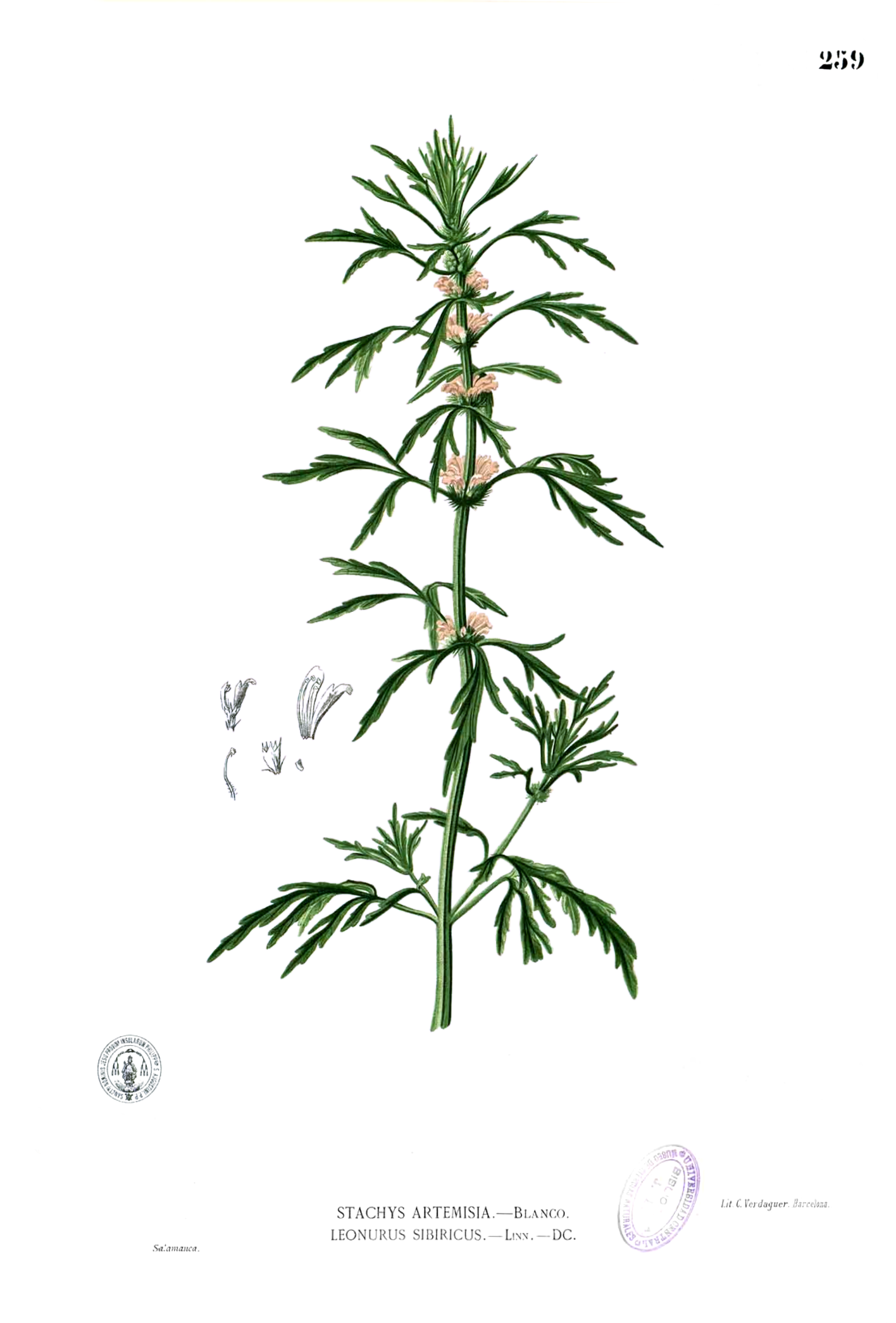
그림

## 참고 문헌
- 고경식·김윤식, 《원색한국식물도감》(아카데미서적, 1988)
- 풀베개